# Tour Championship 2020
Il Tour Championship 2020 è il venticinquesimo evento della stagione 2019-2020 di snooker, ed è la 2ª edizione di questo torneo, che si è disputato dal 20 al 26 giugno 2020 a Milton Keynes, in Inghilterra.
È il terzo ed ultimo torneo stagionale della Coral Cup 2020, che sancisce il secondo vincitore di questa serie di tornei sponsorizzati dalla Coral, ovvero Stephen Maguire. Quest'ultimo ha portato a casa anche un bonus di £100000, oltre che a £150000 per il successo finale in questo evento. Prima di questa competizione, Neil Robertson ha vinto il World Grand Prix e Judd Trump il Players Championship.
Inizialmente, il torneo si sarebbe dovuto disputare tra il 17 e il 22 marzo ma, a causa della pandemia di COVID-19, il World Snooker Tour ha comunicato, proprio il 17 marzo, sul suo sito ufficiale, di aver trovato un accordo con la ITV — la principale rete televisiva del torneo — per spostare l'evento a luglio. Tuttavia, il 5 giugno è stato annunciato un anticipo alla fine del mese, tra il 20 e il 26, e un cambiamento di sede alla Marshall Arena di Milton Keynes, in Inghilterra, che precederà un nuovo ritorno alla Venue Cymru di Llandudno, in Galles, nell'edizione seguente. Inoltre, solo per quest'annata, viene modificato anche il format di gioco, il quale prevederà un solo tavolo in sala, anziché due, e una riduzione dei frames per le semifinali (17 al posto di 19) e per la finale (19 al posto di 25), nella quale saranno disputate solo due sessioni (pomeriggio e sera del 26 giugno), e non più tre.
Così come era accaduto nell'evento precedente a questo (la Championship League) e nel Gibraltar Open, non saranno presenti gli spettatori. Tutti gli 8 giocatori, sommati agli arbitri, non hanno potuto lasciare il luogo di gioco una volta raggiunto, per tutta la durata della competizione; prima che quest'ultima cominci, ad ogni partecipante è stato effettuato un test per verificare un'eventuale positività al COVID-19. A dispetto della Championship League, i ponticelli meccanici sono stati posizionati sotto al tavolo, così come è sempre accaduto prima della pandemia.
La competizione è stata trasmessa dalla ITV nel Regno Unito e nella Repubblica d'Irlanda (la quale ha ricevuto una copertura televisiva anche da parte di Setanta Sports), da DAZN in Germania, Italia, Spagna, Austria, Canada, Stati Uniti, Brasile e Giappone, da Match TV in Russia, da Viasat nei Paesi nordici, da Nova in Repubblica Ceca, da TVP in Polonia, da SportKlub nella Penisola balcanica, da Ziggo nei Paesi Bassi, da Now TV a Hong Kong, da TrueSport in Thailandia, da Sky Sports in Nuova Zelanda, da Liaoning TV, Youku, Zhibo.tv, Migu e Superstars Online in Cina. Il Tour Championship è stato anche visibile sul sito della Matchroom Live, e sulla pagina Facebook del World Snooker Tour.
La Coral ha deciso di donare £100 per ogni "centone" realizzato in ogni torneo di questa Coral Cup per aiutare il Jessie May Children's Hospice at Home, ente benefico del World Snooker Tour. In questo evento sono stati messi a referto 22 "centoni", che vanno ad eguagliare quelli della precedente edizione.
Il torneo è stato vinto dallo scozzese Stephen Maguire, che si aggiudica, così, il suo 1º Tour Championship, il suo 1º torneo della Coral Cup, e il suo 6º titolo Ranking in carriera, il primo dal Welsh Open 2013.
| Campione in carica  | Ronnie O'Sullivan | 13-11      | 2020: | Non invitato     |
| Finalista in carica | Neil Robertson    | 13-11      | 2020: | Quarti di finale |
| N° 1 del Ranking    | Judd Trump        | Judd Trump | 2020: | Semifinale       |

## Montepremi
- Vincitore: £150000
- Finalista: £60000
- Semifinalisti: £40000
- Quarti di finale: £20000 (queste sterline non varranno per il Ranking)
- Miglior break della competizione: £10000

## Partecipanti
Vengono invitati i primi 8 giocatori della classifica che comprende solo i punti accumulati dal primo torneo della stagione, ovvero il Riga Masters, a quello che precede questo, ovvero il Gibraltar Open, senza considerare i Non-Ranking.
L'11 giugno, il World Snooker Tour comunica il forfait della testa di serie numero 5 Ding Junhui, a causa delle difficoltà di viaggiare dal suo paese (la Cina), all'Inghilterra, sempre per via della pandemia. A sostituirlo, viene chiamato lo scozzese Stephen Maguire, nono nella classifica stagionale e quindi il primo fuori dagli 8 stabiliti inizialmente.
| N° | Giocatore       | Punti accumulati |
| -- | --------------- | ---------------- |
| 1  | Judd Trump      | 706500           |
| 2  | Shaun Murphy    | 383000           |
| 3  | Mark Selby      | 285500           |
| 4  | Neil Robertson  | 274500           |
| 5  | Ding Junhui     | 261250           |
| 6  | Yan Bingtao     | 206500           |
| 7  | Mark Allen      | 165500           |
| 8  | John Higgins    | 158500           |
| R  | Stephen Maguire | 152000           |

### Analisi per la Coral Cup 2020

#### Classifica all'inizio di questo torneo
In grassetto i partecipanti al Tour Championship.
| N° | Giocatore          | Soldi accumulati |
| -- | ------------------ | ---------------- |
| 1  | Judd Trump         | £132500          |
| 2  | Neil Robertson     | £100000          |
| 3  | Yan Bingtao        | £50000           |
| 4  | Graeme Dott        | £40000           |
| 5  | Stephen Maguire    | £30000           |
| 6  | Shaun Murphy       | £30000           |
| 7  | John Higgins       | £27500           |
| 8  | Joe Perry          | £27500           |
| 9  | Kyren Wilson       | £20000           |
| 10 | Tom Ford           | £20000           |
| 11 | Mark Selby         | £15000           |
| 12 | Mark Allen         | £15000           |
| 13 | Gary Wilson        | £12500           |
| 14 | Ronnie O'Sullivan  | £12500           |
| 15 | Mark Williams      | £7500            |
| 16 | Matthew Selt       | £7500            |
| 17 | Zhao Xintong       | £7500            |
| 18 | Scott Donaldson    | £7500            |
| 19 | Xiao Guodong       | £7500            |
| 20 | Matthew Stevens    | £7500            |
| 21 | Liang Wenbó        | £7500            |
| 22 | David Gilbert      | £0               |
| 23 | Michael Holt       | £0               |
| 24 | Ding Junhui        | £0               |
| 25 | Thepchaiya Un-Nooh | £0               |
| 26 | Stuart Bingham     | £0               |
| 27 | Ali Carter         | £0               |
| 28 | Li Hang            | £0               |
| 29 | Barry Hawkins      | £0               |
| 30 | Kurt Maflin        | £0               |
| 31 | Zhou Yuelong       | £0               |
| 32 | Jack Lisowski      | £0               |

Tutti gli 8 partecipanti possono ancora vincere la seconda edizione della Coral Cup.
Judd Trump può laurearsi campione se:
- vince il torneo
- perde in finale e Robertson viene eliminato in semifinale
- perde in semifinale e Robertson esce sconfitto in finale

Neil Robertson può laurearsi campione se:
- vince il torneo
- perde in finale e Trump viene eliminato ai quarti

Yan Bingtao può laurearsi campione se:
- vince il torneo

Stephen Maguire può laurearsi campione se:
- vince il torneo e Trump perde in semifinale

Shaun Murphy può laurearsi campione se:
- vince il torneo e Trump perde in semifinale

John Higgins può laurearsi campione se:
- vince il torneo e Trump perde ai quarti

Mark Allen può laurearsi campione se:
- vince il torneo e Trump perde ai quarti

Mark Selby può laurearsi campione se:
- vince il torneo e Trump perde ai quarti

| Giocatore       | Risultato  | Punti accumulabili | Risultati massimi dei rivali (punti accumulabili) | Risultati massimi dei rivali (punti accumulabili) |
| Giocatore       | Risultato  | Punti accumulabili | Trump                                             | Robertson                                         |
| --------------- | ---------- | ------------------ | ------------------------------------------------- | ------------------------------------------------- |
| Judd Trump      | Vittoria   | 272500             |                                                   | -                                                 |
| Judd Trump      | Finale     | 192500             | Semifinale (140000)                               |                                                   |
| Judd Trump      | Semifinale | 172500             | Finale (160000)                                   |                                                   |
| Neil Robertson  | Vittoria   | 250000             | -                                                 |                                                   |
| Neil Robertson  | Finale     | 160000             | Quarti (132500)                                   |                                                   |
| Yan Bingtao     | Vittoria   | 200000             | -                                                 | -                                                 |
| Stephen Maguire | Vittoria   | 180000             | Semifinale (172500)                               | -                                                 |
| Shaun Murphy    | Vittoria   | 180000             | Semifinale (172500)                               | -                                                 |
| John Higgins    | Vittoria   | 177500             | Quarti (132500)                                   | -                                                 |
| Mark Allen      | Vittoria   | 165000             | Quarti (132500)                                   | -                                                 |
| Mark Selby      | Vittoria   | 165000             | Quarti (132500)                                   | -                                                 |

## Avvenimenti

### Quarti di finale
L'evento inizia con un successo convincente di Stephen Maguire su Neil Robertson, con il punteggio di 9-5: lo scozzese torna sul panno verde a quasi quattro mesi dal suo ultimo torneo giocato (il Players Championship) realizzando, nel primo frame, un "centone" (108). Tuttavia, l'australiano risponde con una serie da 100 nella partita successiva, mentre Maguire porta a casa il terzo e il quarto frame con due "mezzi-centoni" (58 e 86). Dopo la pausa di metà sessione, Robertson mette a referto un break da 103 punti in serie nel quinto frame, riuscendo prima ad agganciare e poi a superare l'avversario nei seguenti due. Maguire ottiene il pari al termine della prima sessione con un "centone" da 117. Robertson conquista il nono frame — il primo della seconda sessione — portandosi sul 5-4. Dal canto suo, Maguire realizza quattro "centoni" consecutivi (103, 135, 111 e 115), eguagliando il record di John Higgins, Neil Robertson, Shaun Murphy e Gary Wilson. Lo scozzese conquista la vittoria nel quattordicesimo frame, ribaltando il punteggio dal 53-8 per Robertson, al 53-67 in suo favore.
La seconda sfida vede di fronte Judd Trump e John Higgins. Quest'ultimo, raggiunge il suo 124º quarto di finale nei titoli Ranking, superando Stephen Hendry, in questa speciale classifica. Già dal primo frame, si comincia ad intravedere una forte volontà dei due contendenti di impostare un gioco difensivo e tattico; il numero 1 del Ranking riesce a portarselo a casa, con il punteggio di 63-50. L'inglese vince anche il secondo e sfiora il successo anche nel terzo, perdendolo per un solo punto (67-66 a favore dello scozzese), dopo essersi fatto recuperare un fallo da Higgins. Tuttavia, Trump si riporta subito avanti di due partite nel frame successivo, realizzando una serie da 60 per rimontare l'avversario, il quale era avanti 0-53. Il campione del mondo in carica si porta, in seguito, sul 4-1, venendo, però, quasi agganciato da Higgins, il quale ottiene il sesto e il settimo frame. L'ottavo frame ha una durata di 43 minuti e, dopo diverse fasi tattiche, Trump riesce ad aggiudicarselo, siglando, così, il 5-3, risultato che sancisce il termine della prima sessione. Al rientro al tavolo, Trump mette a referto due "mezzi-centoni" (67 e 63) e un "centone" (135), per avanzare sull'8-3. Higgins vince il dodicesimo frame con un break da 69 (il migliore del suo match), andando, infine, a perdere l'ultima partita con il punteggio di 90-34 per Trump. Con questo successo, l'inglese supera il milione di vincite in questa stagione.
Mark Selby esordisce nel match contro Yan Bingtao vincendo il primo frame, con il punteggio di 70-45. Tuttavia, il cinese riesce a prendere i successivi tre frames (lasciando a zero punti l'avversario nella seconda e nella terza partita). Dopo la pausa di metà sessione, l'inglese realizza tre serie da 50 punti o di più, compreso un break da 119 nel sesto frame, rimontando dall'1-3 al 4-3; la sua corsa viene, però, fermata dall'avversario nell'ottavo e conclusivo frame della prima sessione. Selby mette, poi, a referto due "mezzi-centoni" (66 e 57) per portarsi sul 6-4, mentre Yan ottiene l'undicesimo frame per avvicinarsi a meno uno dall'inglese. La dodicesima contesa vede Selby andare avanti 64-0, anche se, dopo aver mancato l'imbucata di una biglia rossa, Yan riesce a pareggiare il conto, forzando una nera di spareggio, messa in buca, però, da Selby. Quest'ultimo realizza il secondo ed ultimo "centone" di giornata (105), portandosi ad uno dal match. Tuttavia, Yan porta a casa il quattordicesimo frame con una serie da 51, prima di perdere l'incontro in quello successivo, terminato 63-54 per Selby.
L'ultimo incontro dei quarti di finale lo disputano Shaun Murphy e Mark Allen, e viene aperto da quest'ultimo, in rimonta. Tuttavia, Murphy vince il secondo frame con una serie da 110 e, dopo aver perso il terzo, realizza altri due "centoni" (117 e 116) nei successivi due. Allen pareggia il conto nel sesto frame con un break da 60, superando l'inglese nella settima partita grazie al suo unico "centone" di giornata (serie da 100 punti precisi). Murphy rimette in parità la contesa al termine dell'ottavo frame e della prima sessione. La seconda, parte con il quarto "centone" messo a referto dall'inglese, il quale conquista anche il decimo frame. Il nordirlandese Allen si porta a meno uno da Murphy nel frame successivo, ritornando, però, sotto di due nella dodicesima partita, portata a casa da Murphy con una serie da 131 (la migliore di tutto il match). In seguito, Allen realizza due "mezzi-centoni" per riagganciare Murphy sul 7-7, anche se quest'ultimo mette a referto il suo sesto ed ultimo "centone" della partita, portandosi ad uno dal successo. Tuttavia, Allen vince il frame successivo, battendo, infine, Murphy al decider, con il punteggio di 68-0 e una serie da 62.

### Semifinali
La prima semifinale vede di fronte Judd Trump e Stephen Maguire. Nei primi frames persiste un parziale equilibrio tra i due e, al termine della prima sessione, il risultato è di 4-4, grazie all'unico "centone" del match, di cui Maguire approfitta per pareggiare il conto. Al rientro al tavolo, Trump vince il nono e l'undicesimo frame, mentre a Maguire vanno il decimo e il dodicesimo, ottenuto in rimonta. Sull'onda dell'entusiasmo, lo scozzese porta a casa anche le seguenti tre partite, mettendo a referto anche due "mezzi-centoni" (55 e 56). L'incontro viene, dunque, vinto da Maguire per 9-6; quest'ultimo raggiunge la sua quarta finale complessiva in stagione, e la seconda tra i titoli validi per la classifica, dopo quella persa contro Ding Junhui allo UK Championship. Il cinese è stato, tra l'altro, il giocatore che Maguire ha dovuto sostituire.
Mark Allen esordisce nella seconda semifinale dominando la sfida contro Mark Selby, riuscendo a realizzare quattro "mezzi-centoni" per vincere i primi quattro frames. Al rientro dalla pausa di metà sessione, il nordirlandese conquista anche la quinta e la sesta partita, mentre l'inglese fa suo il settimo frame, riducendo lo svantaggio ad 1-6. Tuttavia, Allen ottiene l'ottavo frame, l'ultimo della prima sessione, concludendola con il risultato di 1-7. La seconda ha il via con una serie da 71, messa a segno da Selby (la migliore del suo match). Successivamente, Allen vince il decimo e l'undicesimo frame per assicurarsi il successo finale, realizzando — in quest'ultimo —  anche un break da 82. Per il nordirlandese, questa è la prima finale raggiunta in stagione.

### Finale
La finale inizia con due serie di qualità realizzate da parte di Mark Allen (50 e 76). Stephen Maguire fa suoi i successivi tre frames, ottenendo il secondo di questi in rimonta, grazie ad un break da 69. Il nordirlandese pareggia il conto nel sesto frame, mettendo a referto un "centone" da 125, e superando l'avversario nel settimo. Maguire, invece, conclude la prima sessione raggiungendo Allen sul 4-4. Lo scozzese esordisce nella seconda parte di gioco realizzando una serie da 139 (la migliore di tutto il torneo), prendendo anche il decimo frame. Allen riesce a vincere l'undicesima partita in rimonta, portandosi sotto di uno. Tuttavia, Maguire ritorna avanti di due conquistando il dodicesimo frame, il quale precede il tredicesimo e il quattordicesimo. Allen, per rimanere nel match, mette a segno una serie da 107, che comunque non basta per evitare il successo finale di Maguire, avvenuto nel sedicesimo frame.

## Fase a eliminazione diretta[8]
| Quarti di finale        | Semifinali              | Finale                  |
| ----------------------- | ----------------------- | ----------------------- |
| Al meglio dei 17 frames | Al meglio dei 17 frames | Al meglio dei 19 frames |

### Quarti di finale
| Giocatore      | Giocatore       | Risultato |
| -------------- | --------------- | --------- |
| Judd Trump     | John Higgins    | 9 - 4     |
| Neil Robertson | Stephen Maguire | 5 - 9     |
| Mark Selby     | Yan Bingtao     | 9 - 6     |
| Shaun Murphy   | Mark Allen      | 8 - 9     |

### Semifinali
| Giocatore  | Giocatore       | Risultato |
| ---------- | --------------- | --------- |
| Judd Trump | Stephen Maguire | 6 - 9     |
| Mark Selby | Mark Allen      | 2 - 9     |

### Finale
| Marshall Arena, Milton Keynes, Inghilterra, Regno Unito, 26 giugno 2020 Arbitro: Rob Spencer                   | Marshall Arena, Milton Keynes, Inghilterra, Regno Unito, 26 giugno 2020 Arbitro: Rob Spencer | Marshall Arena, Milton Keynes, Inghilterra, Regno Unito, 26 giugno 2020 Arbitro: Rob Spencer |
| Stephen Maguire (R)                                                                                            | 10 - 6                                                                                       | Mark Allen (7)                                                                               |
| --- | -------------------------------------------------------------------------------------------- | -------------------------------------------------------------------------------------------- |
| Prima sessione: 0-1 0-2 1-2 2-2 3-2 3-3 3-4 4-4 (4-4) Seconda sessione: 5-4 6-4 6-5 7-5 8-5 9-5 9-6 10-6 (6-2) |                                                                                              |                                                                                              |
| Miglior Break: 139 Century Breaks: 1                                                                           | [ 13 ]                                                                                       | Miglior Break: 125 Century Breaks: 2                                                         |
| Stephen Maguire vince il Tour Championship 2020                                                                |                                                                                              |                                                                                              |

## Tabellone
|  | Quarti di finale Al meglio dei 17 frames | Quarti di finale Al meglio dei 17 frames | Quarti di finale Al meglio dei 17 frames |                     |                     | Semifinali Al meglio dei 17 frames | Semifinali Al meglio dei 17 frames | Semifinali Al meglio dei 17 frames |  |  | Finale Al meglio dei 19 frames | Finale Al meglio dei 19 frames | Finale Al meglio dei 19 frames |  |
|  |                                          |                                          |                                          |                     |                     |                                    |                                    |                                    |  |  |                                |                                |                                |  |
|  | Judd Trump (1)                           | Judd Trump (1)                           | 9                                        |                     |                     |                                    |                                    |                                    |  |  |                                |                                |                                |  |
|  | Judd Trump (1)                           | Judd Trump (1)                           | 9                                        |                     |                     |                                    |                                    |                                    |  |  |                                |                                |                                |  |
|  | John Higgins (8)                         | John Higgins (8)                         | 4                                        |                     |                     |                                    |                                    |                                    |  |  |                                |                                |                                |  |
|  | John Higgins (8)                         | John Higgins (8)                         | 4                                        |                     | Judd Trump (1)      | Judd Trump (1)                     | 6                                  |                                    |  |  |                                |                                |                                |  |
|  |                                          |                                          |                                          |                     | Judd Trump (1)      | Judd Trump (1)                     | 6                                  |                                    |  |  |                                |                                |                                |  |
|  |                                          |                                          | Stephen Maguire (R)                      | Stephen Maguire (R) | 9                   |                                    |                                    |                                    |  |  |                                |                                |                                |  |
|  | Neil Robertson (4)                       | Neil Robertson (4)                       | Stephen Maguire (R)                      | Stephen Maguire (R) | 9                   | 5                                  |                                    |                                    |  |  |                                |                                |                                |  |
|  | Neil Robertson (4)                       | Neil Robertson (4)                       |                                          |                     |                     |                                    |                                    |                                    |  |  |                                |                                |                                |  |
|  | Stephen Maguire (R)                      | Stephen Maguire (R)                      | 9                                        |                     |                     |                                    |                                    |                                    |  |  |                                |                                |                                |  |
|  | Stephen Maguire (R)                      | Stephen Maguire (R)                      | 9                                        |                     | Stephen Maguire (R) | Stephen Maguire (R)                | 10                                 |                                    |  |  |                                |                                |                                |  |
|  |                                          |                                          |                                          |                     |                     |                                    |                                    |                                    |  |  |                                |                                |                                |  |
|  |                                          |                                          | Mark Allen (7)                           | Mark Allen (7)      | 6                   |                                    |                                    |                                    |  |  |                                |                                |                                |  |
|  | Mark Selby (3)                           | Mark Selby (3)                           | Mark Allen (7)                           | Mark Allen (7)      | 6                   | 9                                  |                                    |                                    |  |  |                                |                                |                                |  |
|  | Mark Selby (3)                           | Mark Selby (3)                           |                                          |                     |                     |                                    |                                    |                                    |  |  |                                |                                |                                |  |
|  | Yan Bingtao (6)                          | Yan Bingtao (6)                          | 6                                        |                     |                     |                                    |                                    |                                    |  |  |                                |                                |                                |  |
|  | Yan Bingtao (6)                          | Yan Bingtao (6)                          | 6                                        |                     | Mark Selby (3)      | Mark Selby (3)                     | 2                                  |                                    |  |  |                                |                                |                                |  |
|  |                                          |                                          |                                          |                     | Mark Selby (3)      | Mark Selby (3)                     | 2                                  |                                    |  |  |                                |                                |                                |  |
|  |                                          |                                          | Mark Allen (7)                           | Mark Allen (7)      | 9                   |                                    |                                    |                                    |  |  |                                |                                |                                |  |
|  | Shaun Murphy (2)                         | Shaun Murphy (2)                         | Mark Allen (7)                           | Mark Allen (7)      | 9                   | 8                                  |                                    |                                    |  |  |                                |                                |                                |  |
|  | Shaun Murphy (2)                         | Shaun Murphy (2)                         |                                          |                     |                     |                                    |                                    |                                    |  |  |                                |                                |                                |  |
|  | Mark Allen (7)                           | Mark Allen (7)                           | 9                                        |                     |                     |                                    |                                    |                                    |  |  |                                |                                |                                |  |

### Century Breaks(22)[12]
| N° | Giocatore       | Century Breaks | Miglior Break |
| -- | --------------- | -------------- | ------------- |
| 1  | Stephen Maguire | 8              | 139 (£10000)  |
| 2  | Shaun Murphy    | 6              | 131           |
| 3  | Mark Allen      | 3              | 125           |
| 4  | Mark Selby      | 2              | 119           |
| =  | Neil Robertson  | 2              | 103           |
| 5  | Judd Trump      | 1              | 135           |